# Ты мой герой
«Ты мой герой» — песня, написанная Татьяной Бондаренко и Алексеем Кутузовым. Композиция была выпущена 5 сентября 2011 года как седьмой сингл группы «Инфинити».

## О песне
Премьера песни состоялась 21 июля 2011 года на сайте PromoDJ сразу в двух версиях: «original» и «club remix». Общий релиз композиции на радио прошёл 5 сентября, через систему «Tophit». 29 февраля 2012 года в радиоротацию поступил официальный ремикс на композицию — «Ты мой герой (DJ Vengerov Remix)».

## Коммерческий успех сингла
В российском радиочарте песня дебютировала на 59-й позиции весной 2012 года. В итоге композиция достигла 52 места. В Топ-100 по заявкам на радио песня достигла 46 позиции.
При относительно невысоких позициях в радиочартах, сингл очень успешно продаётся как ринг-бэк тон. 1 место по продажам в России в чарте ринг-бэк тонов за апрель и май 2012 года, а также 1 место по продажам в Прибалтике за апрель 2012 года. По итогам продаж ринг-бэк тонов за 1 квартал 2012 года сингл занял 1 место в России, 5 место в Прибалтике и 5 место в СНГ. По итогам первого полугодия 2012 года в чарте продаж ринг-бэк тонов сингл занял 1 место в России, 2 место в Прибалтике и 6 место в СНГ.
На национальном музыкальном портале «Красная звезда» сингл «Ты мой герой» поднялся до 2 строчки Чарта продаж за апрель 2012 года и 4 месяца подряд находился в Топ-5 чарта. В Сводном чарте 17 строчка по итогам июня стала максимальной позицией песни.
По итогам 2012 года сингл вошёл в Топ-25 российского чарта цифровых треков.

## Музыкальное видео
Работа над музыкальным видео прошла в ноябре 2011 года. Режиссёром видео стал Антон Соколов, известный по съёмкам клипов для Лигалайз, Николая Бутусова и прочих. Съёмки проходили 18 часов. Солистка группы, Татьяна Бондаренко, прокомментировала съёмки клипа: «Для меня съёмки прошли на одном дыхании. Здесь мне не нужно было весь клип играть пантеру, готовую совершить роковой прыжок для своей жертвы, здесь нужно было просто быть самой собой. И только в конце мне всё-таки пришлось сделать тот самый прыжок… Все остались довольны!».
Премьера видеоклипа состоялась 14 декабря 2012 года на канале Ello (YouTube), по состоянию на июнь 2013 года видео посмотрели более 1,5 млн человек.

## Список композиций
- Цифровой сингл[15]

| №  | Название                                     | Автор(ы)                            | Длительность |
| -- | -------------------------------------------- | ----------------------------------- | ------------ |
| 1. | «Ты мой герой» (original)                    | Татьяна Бондаренко, Алексей Кутузов | 3:44         |
| 2. | «Ты мой герой» (club remix)                  | Татьяна Бондаренко, Алексей Кутузов | 3:46         |
| 3. | «Ты мой герой» (Albert Girman remix)         | Татьяна Бондаренко, Алексей Кутузов | 3:34         |
| 4. | «Ты мой герой» (Клубная волна project remix) | Татьяна Бондаренко, Алексей Кутузов | 3:17         |
| 5. | «Ты мой герой» (Icebird remix)               | Татьяна Бондаренко, Алексей Кутузов | 3:02         |

- Радиосингл[16]

| №  | Название                           | Автор(ы)                            | Длительность |
| -- | ---------------------------------- | ----------------------------------- | ------------ |
| 1. | «Ты мой герой»                     | Татьяна Бондаренко, Алексей Кутузов | 3:19         |
| 2. | «Ты мой герой» (DJ Vengerov Remix) | Татьяна Бондаренко, Алексей Кутузов | 3:09         |

## Чарты

### Недельные чарты
| Страна/территория (Чарт)                 | Высшая Позиция |
| ---------------------------------------- | -------------- |
| Россия (Tophit)                          | 52             |
| СНГ (Tophit, Чарт по заявкам на радио)   | 46             |
| Москва (Tophit)                          | 67             |
| Санкт-Петербург (Tophit)                 | 68             |
| Россия («Красная звезда», Радиочарт)     | 26             |
| Россия («Красная звезда», Народный чарт) | 28             |
| Россия («Красная звезда», Видеочарт)     | 68             |

### Месячные чарты
| Страна/территория (Чарт)                 | Высшая Позиция |
| ---------------------------------------- | -------------- |
| Россия (Чарт ринг-бэк тонов)             | 1              |
| Прибалтика (Чарт ринг-бэк тонов)         | 1              |
| Казахстан (Чарт ринг-бэк тонов)          | 3              |
| СНГ (Чарт ринг-бэк тонов)                | 3              |
| Россия («Красная звезда», Чарт продаж)   | 2              |
| Россия («Красная звезда», Сводный чарт)  | 17             |
| Россия («Красная звезда», Радиочарт)     | 30             |
| Россия («Красная звезда», Народный чарт) | 27             |

### Квартальные чарты
| Страна/территория (Чарт)         | Высшая Позиция |
| -------------------------------- | -------------- |
| Россия (Чарт ринг-бэк тонов)     | 1              |
| Прибалтика (Чарт ринг-бэк тонов) | 5              |
| СНГ (Чарт ринг-бэк тонов)        | 5              |

### Полугодовые чарты
| Страна/территория (Чарт)         | Высшая Позиция |
| -------------------------------- | -------------- |
| Россия (Чарт ринг-бэк тонов)     | 1              |
| Прибалтика (Чарт ринг-бэк тонов) | 2              |
| СНГ (Чарт ринг-бэк тонов)        | 6              |